# Кубок французской лиги по футболу 2010/2011
Кубок французской лиги по футболу 2010—2011 годов — 17-й розыгрыш кубка французской лиги по футболу. Турнир стартовал 30 июля 2010 года, финальный матч был сыгран 23 апреля 2011 года на стадионе «Стад де Франс» в пригороде Парижа Сен-Дени. Победитель турнира квалифицируется в третий квалификационный раунд Лиги Европы 2011/12.

## Календарь турнира
| Раунд                   | Название                 | Даты           | Участники               |
| Отборочные соревнования |                          |                |                         |
| 1                       | Первый тур               | 30—31 июля     | 24                      |
| 2                       | Второй тур               | 24—25 августа  | 12                      |
| 3                       | 1/16 финала              | 21—22 сентября | 20 (6+14 из Лиги 1)     |
| Финальный раунд         |                          |                |                         |
| 1                       | 1/8 финала               | 26—27 октября  | 16 (10+6 из Еврокубков) |
| 2                       | 1/4 финала               | 8—9 ноября     | 8                       |
| 3                       | 1/2 финала               | 18—19 января   | 4                       |
| 4                       | Финал на «Стад де Франс» | 23 апреля      | 2                       |

## Первый раунд
В раунде участвуют 24 клуба: 20 клубов из Лиги 2 и 4 клуба из Лиги 3 («Амьен», «Эвиан», «Реймс» и «Труа»). Жеребьёвка первого раунда кубка французской лиги была проведена 8 июля 2010 года в штаб-квартире французской федерации футбола. Матчи первого раунда прошли 30 и 31 июля 2010 года.
| Команда хозяев                              | Результат | Команда гостей |
| ------------------------------------------- | --------- | -------------- |
| Анже                                        | 2—2       | Бастия         |
| «Бастия» выиграла 4-2 по пенальти           |           |                |
| Страсбур                                    | 2—2       | Эвиан          |
| «Эвиан» выиграл 5-4 по пенальти             |           |                |
| Гренобль                                    | 1—2       | Генгам         |
| Клермон                                     | 3—1       | Мец            |
| Дижон                                       | 0—0       | Амьен          |
| «Амьен» выиграл 2-1 в дополнительное время  |           |                |
| Труа                                        | 1—1       | Реймс          |
| «Реймс» выиграл 6-5 по пенальти             |           |                |
| Тур                                         | 1—2       | Ванн           |
| Аяччо                                       | 4—0       | Истр           |
| Булонь                                      | 2—2       | Нант           |
| «Булонь» выиграла 4-2 по пенальти           |           |                |
| Гавр                                        | 1—1       | Ле-Ман         |
| «Гавр» выиграл 2-1 в дополнительное время   |           |                |
| Лаваль                                      | 2—2       | Шатору         |
| «Лаваль» выиграл 3-2 в дополнительное время |           |                |
| Седан                                       | 0—0       | Ним Олимпик    |
| «Ним Олимпик» выиграл 5-4 по пенальти       |           |                |

## Второй раунд
Жеребьёвка второго раунда прошла 2 августа.
Раунд состоит из 6 матчей, в котором участвуют победители первого раунда. Матчи второго раунда прошли 24 августа.
| Команда хозяев                              | Результат | Команда гостей |
| ------------------------------------------- | --------- | -------------- |
| Амьен                                       | 0—0       | Бастия         |
| «Бастия» выиграла 4-2 по пенальти           |           |                |
| Генгам                                      | 2—2       | Эвиан          |
| «Генгам» выиграл 3-2 в дополнительное время |           |                |
| Клермон                                     | 2—3       | Булонь         |
| Реймс                                       | 0—2       | Гавр           |
| Аяччо                                       | 0—0       | Ванн           |
| «Аяччо» выиграл 4-2 по пенальти             |           |                |
| Ним Олимпик                                 | 2—0       | Лаваль         |

## Третий раунд
Жеребьёвка третьего раунда прошла 30 августа. Раунд состоит из 20 матчей, в котором участвуют 6 победителей второго раунда и 14 клубов из Лиги 1 не участвующих в международных соревнованиях. Матчи третьего раунда были сыграны 21—22 сентября.
| Команда хозяев                               | Результат | Команда гостей |
| -------------------------------------------- | --------- | -------------- |
| Ним Олимпик                                  | 1—1       | Валансьен      |
| «Валансьен» выиграл 5-4 по пенальти          |           |                |
| Аяччо                                        | 3—0       | Гавр           |
| Лорьян                                       | 1—0       | Брест          |
| Монако                                       | 1—0       | Ланс           |
| Нанси                                        | 1—2       | Бордо          |
| Сент-Этьен                                   | 2—0       | Ницца          |
| Арль-Авиньон                                 | 0—1       | Кан            |
| Булонь                                       | 1—1       | Тулуза         |
| «Булонь» выиграла 2-1 в дополнительное время |           |                |
| Сошо                                         | 0—2       | Бастия         |
| Генгам                                       | 3—1       | Ренн           |

## 1/8 финала
Матчи 1/8 финала будут сыграны 26 и 27 октября. Жеребьёвка 1/8 финала состоится во вторник, 28 сентября. К победителям третьего раунда присоединятся ещё 6 клубов из Лиги 1 участвующие в еврокубковых соревнованиях: «Марсель», «Лион», «Осер», «Лилль», «Монпелье» и ПСЖ.
| Команда хозяев                         | Результат | Команда гостей |
| -------------------------------------- | --------- | -------------- |
| Монпелье                               | 2—0       | Аяччо          |
| Валансьен                              | 4—0       | Булонь         |
| Монако                                 | 1—1       | Лорьян         |
| «Монако» выиграл 5-3 по пенальти       |           |                |
| Сент-Этьен                             | 1—0       | Бордо          |
| Генгам                                 | 0—1       | Марсель        |
| Лилль                                  | 4—1       | Кан            |
| Осер                                   | 4—0       | Бастия         |
| Лион                                   | 1—1       | ПСЖ            |
| ПСЖ выиграл 2-1 в дополнительное время |           |                |

По ходу встречи «Осер» — «Бастия» болельщики гостей устроили беспорядки на трибунах и за пределами стадиона. В результате дисциплинарный комитет французской лиги принял решение исключить «Бастию» из следующего розыгрыша кубка лиги.

## 1/4 финала
Матчи 1/4 финала будут сыграны 9 и 10 ноября.
| Осер                                   | 2:0   | Сент-Этьен |
| -------------------------------------- | ----- | ---------- |
| Педретти 16′ (пен.) · Дудка 48′ (пен.) | Отчёт |            |

| Валансьен  | 1:3   | ПСЖ                                   |
| ---------- | ----- | ------------------------------------- |
| Доссеви 3′ | Отчёт | Камара 9′ · Жалле 27′ · Люйиндюла 51′ |

| Монпелье       | 2:1   | Лилль    |
| -------------- | ----- | -------- |
| Кабзе 28′, 52′ | Отчёт | Азар 68′ |

| Марсель          | 2:1   | Монако                 |
| ---------------- | ----- | ---------------------- |
| А. Айю 42′ · 60′ | Отчёт | Аспиликуэта 22′ (пен.) |

## Полуфиналы
Матчи 1/2 финала были сыграны 18 и 19 января.
| Монпелье  | 1:0 (д.в.) | ПСЖ |
| --------- | ---------- | --- |
| Жиру 117′ | Отчёт      |     |

| Осер | 0:2   | Марсель                    |
| ---- | ----- | -------------------------- |
|      | Отчёт | 45+2′ Брандао · 68′ Жиньяк |

## Финал
Финальный матч был сыгран 23 апреля.
| Марсель   | 1:0 (0:0) | Монпелье |
| --------- | --------- | -------- |
| Тайво 80′ | отчёт     |          |